# FishScale
Albums de Ghostface Killah
The Pretty Toney Album
(2004) Live in New York City
(2006)
FishScale est le cinquième album studio de Ghostface Killah, sorti le 28 mars 2006.
L'album s'est classé 2e au Top R&B/Hip-Hop Albums, 4e au Billboard 200 et 23e au Top Internet Albums.

## Liste des titres
| No  | Titre                                                    | Contient un (des) sample(s) de                                                                      | Durée |
| --- | -------------------------------------------------------- | --------------------------------------------------------------------------------------------------- | ----- |
| 1.  | The Return of Clyde Smith (Intro)                        | Summer Dream de Brother Jack McDuff                                                                 | 1:04  |
| 2.  | Shakey Dog                                               | I Can Sing a Rainbow/Love Is Blue des Dells                                                         | 3:44  |
| 3.  | Kilo (featuring Raekwon)                                 | I Weigh With Kilos de Jimmy Vann et Richard Hieronymus                                              | 4:00  |
| 4.  | The Champ                                                | Synthetic Substitution de Melvin Bliss Da Mystery of Chessboxin' du Wu-Tang Clan                    | 4:09  |
| 5.  | Major Operation (Skit)                                   | | 0:06  |
| 6.  | 9 Milli Bros. (featuring le Wu-Tang Clan)                | Fenugreek des Metal Fingers Fast Cars de RZA featuring Ghostface Killah et Erica Bryant             | 4:14  |
| 7.  | Beauty Jackson                                           | Hi de J Dilla                                                                                       | 1:32  |
| 8.  | Heart Street Directions (Skit)                           | | 0:54  |
| 9.  | Columbus Exchange (Skit)                                 | Master of Love de Freda Payne                                                                       | 2:21  |
| 10. | R.A.G.U. (featuring Raekwon)                             | The Look of Love des Delfonics My Lonely Room de Dee Dee Bridgewater                                | 2:39  |
| 11. | Bad Mouth Kid (Skit)                                     | Vibrations de Brother to Brother                                                                    | 1:10  |
| 12. | Whip You With a Strap                                    | One for Ghost de J Dilla                                                                            | 2:51  |
| 13. | Back Like That (featuring Ne-Yo)                         | Baby Come Home de Willie Hutch Song Cry de Jay-Z                                                    | 4:02  |
| 14. | Be Easy (featuring Trife)                                | Stay Away From Me des Sylvers Mighty Healthy de Ghostface Killah                                    | 3:19  |
| 15. | Clipse of Doom (featuring Trife)                         | Appaloosa de Gino Vannelli                                                                          | 3:09  |
| 16. | Jellyfish (featuring Cappadonna, Shawn Wigs et Trife)    | Let's Get It On de Marvin Gaye Special Lady de Ray, Goodman & Brown Sumac Berries des Metal Fingers | 3:50  |
| 17. | Barbershop                                               | You'd Better Believe It des Manhattans                                                              | 1:56  |
| 18. | Ms. Sweetwater (Skit)                                    | | 0:14  |
| 19. | Big Girl                                                 | Strung Out de William Bell et Mavis Staples You're a Big Girl Now des Stylistics                    | 3:35  |
| 20. | Underwater                                               | High Tide de Paul Horn                                                                              | 2:03  |
| 21. | The Ironman Takeover (Skit)                              | | 0:05  |
| 22. | Momma (featuring Megan Rochell)                          | Wandering Star de David Axelrod                                                                     | 4:49  |
| 23. | Three Bricks (featuring The Notorious B.I.G. et Raekwon) | Niggas Bleed de The Notorious B.I.G. Somebody's Gotta Die de The Notorious B.I.G.                   | 4:58  |